# Hiệp sĩ chuột
Hiệp sĩ chuột là một bộ phim hoạt hình máy tính viễn tưởng Anh - Mỹ 2008 của đạo diễn Sam Fell và Robert Stevenhagen. Phim dựa trên cuốn sách cùng tên của Kate DiCamillo với sự tham gia của ngôi sao Matthew Broderick và Emma Watson. Phim được phát hành vào ngày 19 tháng 12 năm 2008 bởi Universal Pictures.